# Patriša Bilings
Patriša Bilings (engl. Patricia Billings; 1926 – ) inovatorka je građevinskog materijala Geobond®
Patriša je umetnica, skulptorka koja je dugo u svom radu koristila takozvani pariski malter. Jedno loše iskustvo, kada se njeno umetničko delo razbilo u paramparčan, navelo je da počne osmogodišnji rad na pronalaženju jačeg i otpornijeg materijala pogodnog za oblikovanje skulptura.
Svoj projekat počela je izučavajući materijale koje su koristili renesansni majstori. Pri tome, došla je do saznanja da su majstori murala u malter dodavali supstancu sličnu cementu da kako bi povećali čvrstinu skulptura.
Inspirisana time, uspela je da proizvede material Geobond® koji ni na temparaturi od 6500C ne gubi čvrstinu i otpornost. Nakon intenzivnih testiranja od strane stručnja američke avijacije, objavljeno je da je Geobond® praktično neuništiv.
Geobond® je pogodniji od azbesta jer ima bolja fizička svojsktva, veću čvrstinu, otpornost i nije toksičan.
Od kada je patentiran, 1997. godine, koristi se u izgradnji nosača aviona i mostova. Predstavlja univerzalan, nezaobilazan i standardan građevinski materijal, koji se koristi u više od 20 država.
Patriša, koja je u međuvremenu postala i prabaka, još uvek sa uzbuđenjem posmatra brz rast svoje imerije sa sedištem u Kanzas Sitiju.